# Pièces de monnaie en dollar canadien
 (mars 2022).
Si vous disposez d'ouvrages ou d'articles de référence ou si vous connaissez des sites web de qualité traitant du thème abordé ici, merci de compléter l'article en donnant les références utiles à sa vérifiabilité et en les liant à la section « Notes et références ».
Les pièces de monnaie du Canada désignent les pièces de monnaie ayant cours légal sur le territoire du Canada. Elles sont frappées en frappe médaille par la Monnaie royale canadienne et libellées en dollars canadiens (CAD) ou en cents (centièmes de dollar canadien).

## Pièces en circulation
Il y a actuellement 5 pièces canadiennes en circulation. La pièce de 1 cent a été retirée de la circulation en 2013. La pièce de 50 cents est toujours produite en petite quantité à chaque année et est considérée comme une pièce de circulation même si elle n'est plus utilisée.
| \| 2 dollars \|                                                                                           | \| 2 dollars \|                                                     | \| 2 dollars \|                                       | \| 2 dollars \|                                       | \| 2 dollars \| |
| --- | ------------------------------------------------------------------- | ----------------------------------------------------- | ----------------------------------------------------- | --------------- |
| |                                                                     |                                                       |                                                       |                 |
| Avers : Élisabeth II, Reine du Canada                                                                     | Avers : Élisabeth II, Reine du Canada                               | Revers : Ours polaire sur la banquise                 | Revers : Ours polaire sur la banquise                 |                 |
| Masse 7,3 g                                                                                               | Alliage Anneau extérieur: Nickel, Centre: 92 % Cu, 6 % Al et 2 % Ni | Diamètre 28 mm                                        | Épaisseur 1,8 mm                                      |                 |
| Artiste(s) Susanna Blunt et Brent Townsend                                                                | Artiste(s) Susanna Blunt et Brent Townsend                          | Tranche cannelure interrompue                         | Tranche cannelure interrompue                         |                 |
| Millésimes 1996 - Aujourd'hui                                                                             | Millésimes 1996 - Aujourd'hui                                       | Synonyme peut être appelé "deux piastres" ou "Toonie" | Synonyme peut être appelé "deux piastres" ou "Toonie" |                 |
| |                                                                     |                                                       |                                                       |                 |
| Remarques – La pièce de deux dollars est la seule pièce de monnaie canadienne constitué de deux alliages. |                                                                     |                                                       |                                                       |                 |
| 2 dollars                                                                                                 |                                                                     |                                                       |                                                       |                 |

| \| 1 dollar \| | \| 1 dollar \|                                   | \| 1 dollar \|                                                     | \| 1 dollar \|                                                     | \| 1 dollar \| |
| --- | ------------------------------------------------ | ------------------------------------------------------------------ | ------------------------------------------------------------------ | -------------- |
| |                                                  |                                                                    |                                                                    |                |
| Avers : Élisabeth II, Reine du Canada                                                                                  | Avers : Élisabeth II, Reine du Canada            | Revers : Plongeon huard dans l'eau                                 | Revers : Plongeon huard dans l'eau                                 |                |
| Masse 7 g | Alliage 91,5 % nickel, 8,5 % bronze              | Diamètre 26,5 mm                                                   | Épaisseur 1,95 mm                                                  |                |
| Artiste(s) Susanna Blunt et Robert R. Carmichael                                                                       | Artiste(s) Susanna Blunt et Robert R. Carmichael | Tranche lisse                                                      | Tranche lisse                                                      |                |
| Millésimes 1987 - Aujourd'hui                                                                                          | Millésimes 1987 - Aujourd'hui                    | Synonyme peut être appelé une piastre ou huard (loonie en anglais) | Synonyme peut être appelé une piastre ou huard (loonie en anglais) |                |
| |                                                  |                                                                    |                                                                    |                |
| Remarques – La pièce d'un dollar est la seule pièce de monnaie canadienne formant un hendécagone et non pas un disque. |                                                  |                                                                    |                                                                    |                |
| 1 dollar |                                                  |                                                                    |                                                                    |                |

| \| 50 cents \| | \| 50 cents \|                                     | \| 50 cents \|                    | \| 50 cents \|                    | \| 50 cents \| |
| --- | -------------------------------------------------- | --------------------------------- | --------------------------------- | -------------- |
| |                                                    |                                   |                                   |                |
| Avers : Élisabeth II, Reine du Canada | Avers : Élisabeth II, Reine du Canada              | Revers : Armoiries du Canada      | Revers : Armoiries du Canada      |                |
| Masse 6,9 g | Alliage 93,15 % acier, 4,75 % cuivre, 2,1 % nickel | Diamètre 27,13 mm                 | Épaisseur 1,95 mm                 |                |
| Artiste(s) Susanna Blunt et Thomas Shingles                                                                                                   | Artiste(s) Susanna Blunt et Thomas Shingles        | Tranche cannelée                  | Tranche cannelée                  |                |
| Millésimes 1870 - présent | Millésimes 1870 - présent                          | Synonyme peut être appelé 50 sous | Synonyme peut être appelé 50 sous |                |
| |                                                    |                                   |                                   |                |
| Remarques – Bien qu'ayant cours légal, la pièce de 50¢ n'est pratiquement jamais utilisée du fait de sa diffusion qu'en très faible quantité. |                                                    |                                   |                                   |                |
| 50 cents |                                                    |                                   |                                   |                |

| \| 25 cents \|                           | \| 25 cents \|                                 | \| 25 cents \|                                              | \| 25 cents \|                                              | \| 25 cents \| |
| ---------------------------------------- | ---------------------------------------------- | ----------------------------------------------------------- | ----------------------------------------------------------- | -------------- |
|                                          |                                                |                                                             |                                                             |                |
| Avers : Élisabeth II, Reine du Canada    | Avers : Élisabeth II, Reine du Canada          | Revers : Caribou                                            | Revers : Caribou                                            |                |
| Masse 4,4 g                              | Alliage 94 % acier, 3,8 % cuivre, 2,2 % nickel | Diamètre 23,88 mm                                           | Épaisseur 1,58 mm                                           |                |
| Artiste(s) Susanna Blunt et Emanuel Hahn | Artiste(s) Susanna Blunt et Emanuel Hahn       | Tranche cannelée                                            | Tranche cannelée                                            |                |
| Millésimes 1870 - présent                | Millésimes 1870 - présent                      | Synonyme peut être appelé 25 sous ou trente sous au Québec. | Synonyme peut être appelé 25 sous ou trente sous au Québec. |                |
| 25 cents                                 |                                                |                                                             |                                                             |                |

| \| 10 cents \|                           | \| 10 cents \|                                 | \| 10 cents \|                    | \| 10 cents \|                    | \| 10 cents \| |
| ---------------------------------------- | ---------------------------------------------- | --------------------------------- | --------------------------------- | -------------- |
|                                          |                                                |                                   |                                   |                |
| Avers : Élisabeth II, Reine du Canada    | Avers : Élisabeth II, Reine du Canada          | Revers : Bluenose                 | Revers : Bluenose                 |                |
| Masse 1,75 g                             | Alliage 92 % acier, 5,5 % cuivre, 2,5 % nickel | Diamètre 18,03 mm                 | Épaisseur 1,22 mm                 |                |
| Artiste(s) Susanna Blunt et Emanuel Hahn | Artiste(s) Susanna Blunt et Emanuel Hahn       | Tranche cannelée                  | Tranche cannelée                  |                |
| Millésimes 1858 - présent                | Millésimes 1858 - présent                      | Synonyme peut être appelé 10 sous | Synonyme peut être appelé 10 sous |                |
| 10 cents                                 |                                                |                                   |                                   |                |

| \| 5 cents \|                                  | \| 5 cents \|                                  | \| 5 cents \|                       | \| 5 cents \|                       | \| 5 cents \| |
| ---------------------------------------------- | ---------------------------------------------- | ----------------------------------- | ----------------------------------- | ------------- |
|                                                |                                                |                                     |                                     |               |
| Avers : Élisabeth II, Reine du Canada          | Avers : Élisabeth II, Reine du Canada          | Revers : Castor assis sur une hutte | Revers : Castor assis sur une hutte |               |
| Masse 3,95 g                                   | Alliage 94,5 % acier, 3,5 % cuivre, 2 % nickel | Diamètre 21,2 mm                    | Épaisseur 1,76 mm                   |               |
| Artiste(s) Susanna Blunt et George Kruger Gray | Artiste(s) Susanna Blunt et George Kruger Gray | Tranche lisse                       | Tranche lisse                       |               |
| Millésimes 1858 - présent                      | Millésimes 1858 - présent                      | Synonyme peut être appelé 5 sous    | Synonyme peut être appelé 5 sous    |               |
| 5 cents                                        |                                                |                                     |                                     |               |

| \| 1 cent \|                                   | \| 1 cent \|                                   | \| 1 cent \|                                           | \| 1 cent \|                                           | \| 1 cent \| |
| ---------------------------------------------- | ---------------------------------------------- | ------------------------------------------------------ | ------------------------------------------------------ | ------------ |
|                                                |                                                |                                                        |                                                        |              |
| Avers : Élisabeth II, Reine du Canada          | Avers : Élisabeth II, Reine du Canada          | Revers : Feuilles d'érable                             | Revers : Feuilles d'érable                             |              |
| Masse 2,35 g                                   | Alliage 94 % acier, 4,5 % cuivre, 1,5 % nickel | Diamètre 19,05 mm                                      | Épaisseur 1,45 mm                                      |              |
| Artiste(s) Susanna Blunt et George Kruger Gray | Artiste(s) Susanna Blunt et George Kruger Gray | Tranche lisse                                          | Tranche lisse                                          |              |
| Millésimes 1858 - 2012                         | Millésimes 1858 - 2012                         | Synonyme couramment appelé un sou, parfois cenne noire | Synonyme couramment appelé un sou, parfois cenne noire |              |
| 1 cent                                         |                                                |                                                        |                                                        |              |